# Copa Franz Beckenbauer
La Copa Franz Beckenbauer és un torneig futbolístic de caràcter amistós que organitza el FC Bayern de Múnic des de 2007 per a celebrar oficialment l'inici de la temporada i presentar els nous fitxatges de l'equip. Aquesta copa honra la figura de Franz Beckenbauer. En la primera edició, la de 2007, va servir com a acomiadament i homenatge a Mehmet Scholl.

## Historial
| Edició  | Any  | Equip campió    | 2n classificat     | Resultat             |
| I (1a)  | 2007 | FC Barcelona    | FC Bayern de Múnic | 1-0                  |
| II (2a) | 2008 | Inter de Milà   | FC Bayern de Múnic | 1-0                  |
|         | 2010 | Reial Madrid CF | FC Bayern de Múnic | 0-0 (4-2 als penals) |

## Palmarès
- 1 títol 
  - FC Barcelona (2007)
  - Inter de Milà (2008)
  - Reial Madrid CF (2010)